# Rue de Bex
La rue de Bex est une ancienne rue de commerce de la ville de Liège (Belgique) qui relie la place du Marché à la place Saint-Lambert dans le centre historique de Liège.  

## Odonymie

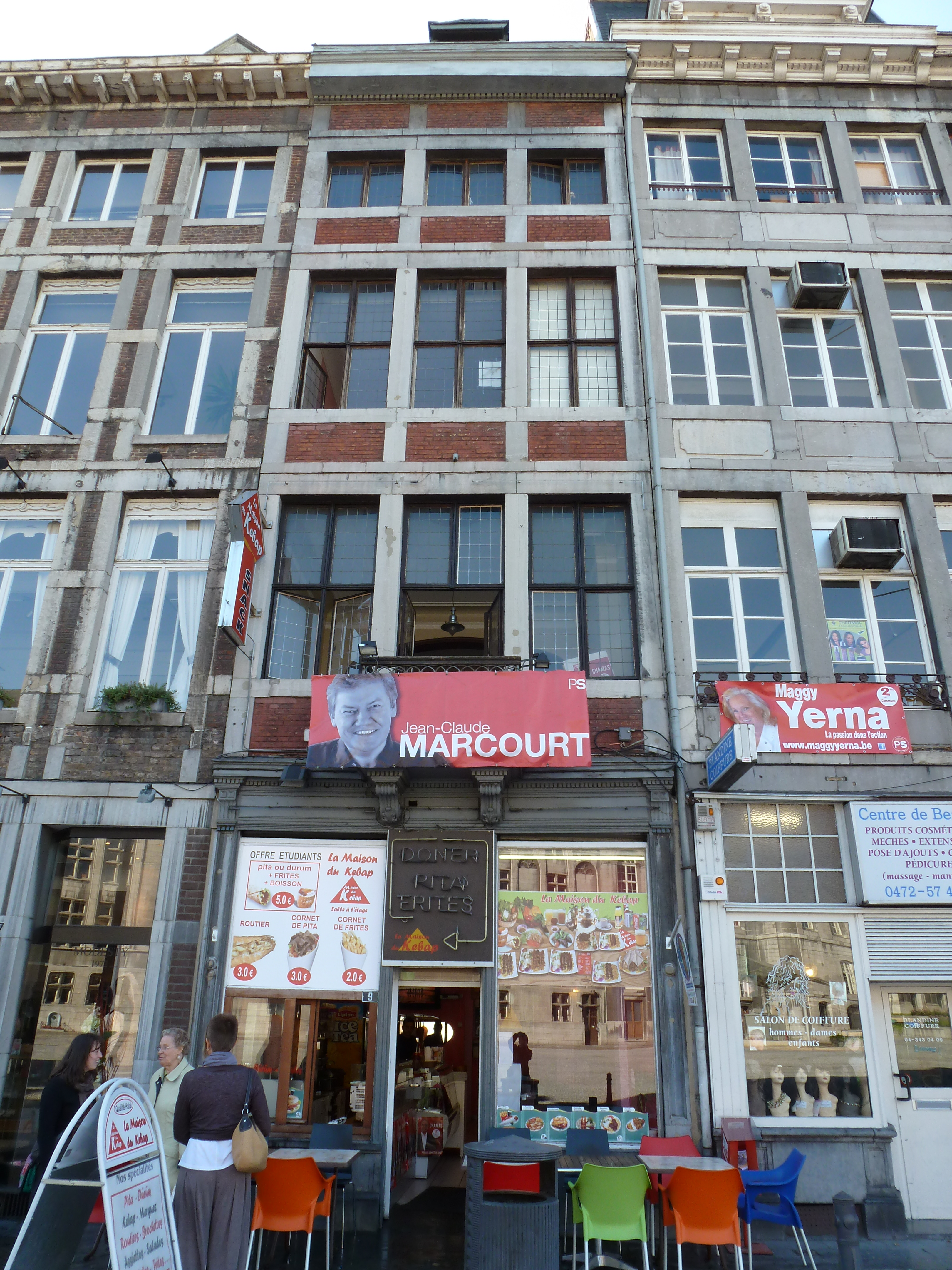
Rue de Bex, 7, 9 et 11.

Autrefois, cette voirie était très étroite et appelée rue Petite Tour (ou Sous la Petite Tour). Elle est élargie à la fin des années 1830. Depuis 1863, la rue est rebaptisée et rend dès lors hommage à Pierre de Bex (appelé aussi Pierre Bex) qui fut bourgmestre de Liège en 1623, 1632, 1637 et 1647. Pierre de Bex, seigneur de Freloux, né vers 1570 fut exécuté par décapitation à la hache le 22 février 1651. Il était le chef des Grignoux, le parti populaire opposé au prince-évêque de Liège qui étaient Ferdinand de Bavière de 1612 à 1650 et Maximilien-Henri de Bavière lors de son exécution.

## Architecture
Huit des dix immeubles de cette courte rue pavée (environ 62 m) sont caractéristiques du style mosan de la fin du XVIIe siècle et du XVIIIe siècle. Les trois immeubles situés du côté de l'hôtel de ville (nos 1, 3 et 5) comptent deux étages alors que les cinq suivants en possèdent trois (nos 7, 9, 11, 13 et 15). Les façades de ces huit anciennes maisons sont constituées de baies rectangulaires (parfois jointives) avec encadrements en pierre de taille. Cet ensemble homogène est repris sur la liste du patrimoine immobilier classé de Liège. 
Toutes les maisons du côté nord de la rue ainsi que les rues du Général Jacques et Sainte-Ursule ont disparu en 1979, créant ainsi l'espace Tivoli.

## Patrimoine classé
| Objet             | Année de construction / Architecte | Adresse           | Section communale | Coordonnées                      | Numéro d’inventaire | Illustration |
| ----------------- | ---------------------------------- | ----------------- | ----------------- | -------------------------------- | ------------------- | ------------ |
| Immeuble - Façade |                                    | Rue de Bex, no 1  | Centre            | 50° 38′ 43″ nord, 5° 34′ 31″ est | 62063-CLT-0469-01   | Immeuble     |
| Immeuble - Façade |                                    | Rue de Bex, no 3  | Centre            | 50° 38′ 43″ nord, 5° 34′ 31″ est | 62063-CLT-0470-01   | Immeuble     |
| Immeuble - Façade |                                    | Rue de Bex, no 5  | Centre            | 50° 38′ 43″ nord, 5° 34′ 30″ est | 62063-CLT-0471-01   | Immeuble     |
| Immeuble - Façade |                                    | Rue de Bex, no 7  | Centre            | 50° 38′ 43″ nord, 5° 34′ 30″ est | 62063-CLT-0472-01   | Immeuble     |
| Immeuble - Façade |                                    | Rue de Bex, no 9  | Centre            | 50° 38′ 43″ nord, 5° 34′ 30″ est | 62063-CLT-0473-01   | Immeuble     |
| Immeuble - Façade |                                    | Rue de Bex, no 11 | Centre            | 50° 38′ 43″ nord, 5° 34′ 30″ est | 62063-CLT-0474-01   | Immeuble     |
| Immeuble - Façade |                                    | Rue de Bex, no 13 | Centre            | 50° 38′ 43″ nord, 5° 34′ 29″ est | 62063-CLT-0475-01   | Immeuble     |
| Immeuble - Façade |                                    | Rue de Bex, no 15 | Centre            | 50° 38′ 43″ nord, 5° 34′ 29″ est | 62063-CLT-0476-01   | Immeuble     |

## Voiries adjacentes
- Place du Marché
- Rue de la Violette
- Rue Léopold
- Espace Tivoli
- Place Saint-Lambert

### Source et lien externe
- Claude Warzée, « Aux origines de l’espace Tivoli », sur Histoires de Liège, 28 février 2015 (consulté le 15 octobre 2021)